# Niekerk

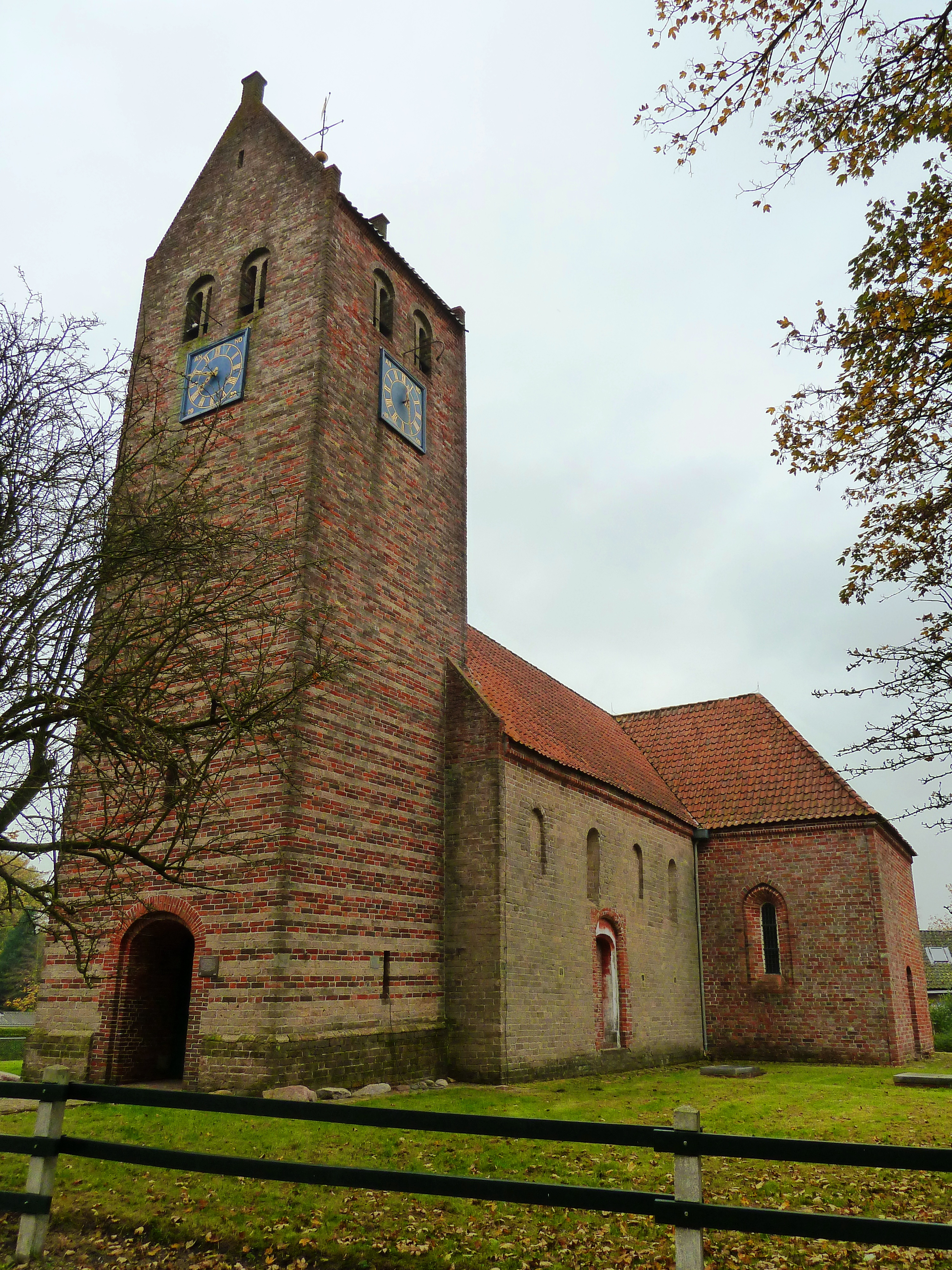
Kirche von Niekerk, errichtet im 12. und 13. Jh.

Niekerk ist ein Dorf in der zum 1. Januar 2019 gegründeten Gemeinde Westerkwartier in der niederländischen Provinz Groningen. Die Einwohnerzahl liegt etwas über 1300. Vorher gehörte es seit 1990 zur Gemeinde Grootegast. Lange Zeit bildete es mit den Nachbardörfern Oldekerk und Faan eine gemeinsame Kirchengemeinde, wobei aber jedes Dorf seine Kirche hatte. 

## Baudenkmäler
Die namensgebende Kirche wurde in ihren älteren Teilen im 12. Jahrhundert aus Tuffstein errichtet. Der Turm mit Bänderung aus Backstein und Tuffstein ist auch noch romanisch, das südliche Querschiff aus dem 13. Jahrhundert, ganz aus Backstein, schon gotisch. 

## Informationsquellen
1. ↑  Kerncijfers wijken en buurten 2024. In: StatLine. CBS, 14. Oktober 2024, abgerufen am 17. Oktober 2024.
2. ↑  http://www.volkstellingen.nl/nl/index.html